# Карагайлы (Осакаровский район)
Карагайлы (каз. Қарағайлы, до 2002 г. — Октябрьское) — село в Осакаровском районе Карагандинской области Казахстана. Административный центр сельского округа Карагайлы. Находится примерно в 35 км к северо-востоку от районного центра, посёлка Осакаровка. Код КАТО — 355663100.
В данном селе находится кладбище на котором похоронены жертвы репрессий 30-х годов. Среди них Калыш Иван Игнатьевич и Калыш Кирилл Игнатьевич и их семьи. Светлая им память! (Жертвы политического террора в СССР размещены на сайте Мемориал)

## Население
В 1999 году население села составляло 615 человек (312 мужчин и 303 женщины). По данным переписи 2009 года, в селе проживали 562 человека (286 мужчин и 276 женщин).